# Fernando Venturini
Fernando Venturini (1964 - 20 de julio de 2022) fue un director de cine y docente venezolano.

## Biografía
Venturini es conocido por haber dirigido el documental «Zoológico» (1992), un documental donde entrevista y resume el auge de la cultura emergente y las bandas de vanguardia en Venezuela en los años ochenta; «Tres noches» (2001), un drama sobre la investigación de un detective sobre el asesinato de un notorio mafioso; y su última película, «El show de Willi» (2016), un animador loco pero talentoso que inventa un reality show.
Antes de fallecer había sido diagnosticado con leucemia. Personajes como el expresidente del Centro Nacional Autónomo de Cinematografía Juan Carlos Lossada, el dramaturgo Leonardo Padrón y el crítico de cine Sergio Monsalve lamentaron su fallecimiento, al igual que la cuenta oficial del Festival de Cine Venezolano.

## Vida personal
Venturini estaba casado con la periodista Ninoska Dávila.

## Filmografía
- Zoológico (1992)
- Tres noches (2001)
- El show de Willi (2016)